# Овчє
Овчє (словац. Ovčie) — село в окрузі Пряшів Пряшівського краю Словаччини. Площа села 4,36 км². Станом на 31 грудня 2016 року в селі проживало 662 жителі.
В селі знаходиться католицька церква.

## Історія
Перші згадки про село датуються 1320 роком.

## Населення
| Рік:            | 1994. | 2004.   | 2014.   | 2024.   |
| --------------- | ----- | ------- | ------- | ------- |
| Кількість осіб: | 632   | 678     | 670     | 679     |
| Різниця:        |       | +7,27 % | -1,17 % | +1,34 % |

| Рік:            | 2023. | 2024.   |
| --------------- | ----- | ------- |
| Кількість осіб: | 676   | 679     |
| Різниця:        |       | +0,44 % |